# Musculus omotransversarius
Der Musculus omotransversarius (lat. für „Schulter-Wirbelquerfortsatzmuskel“) ist ein streifenförmiger Skelettmuskel des Halses bei Säugetieren. Beim Menschen ist er nicht ausgebildet.
Der Musculus omotransversarius entspringt an den Querfortsätzen (Processus transversus) des ersten (Atlas) und zweiten Halswirbels (Axis). Von dort zieht er entlang des Halses zum unteren Ende Schulterblattgräte (Spina scapulae). Der Muskel ist seitlich größtenteils vom Musculus cleidocephalicus bedeckt. Er zieht das Schultergelenk nach vorn und beteiligt sich damit am Vorführen der Vordergliedmaße. Nahe dem Ansatz liegt unter dem Muskel der Buglymphknoten, der durch den Muskel tastbar ist.